# آلیس، کنتس وکسین
آلیس از فرانسه، کنتس وکسین (به انگلیسی: Alys of France, Countess of Vexin)، دختر لوئی هفتم، پادشاه فرانسه، از ازدواج دومش با کنستانس کاستیل، و ناخواهری فیلیپ بود.

## زندگی‌نامه
در ژانویه ۱۱۶۹، لوئی هفتم و هنری دوم انگلستان، قراردادی را برای عقد ازدواج بین آلیس و پسر هنری، ریچارد شیردل، امضا کردند. با این شرط که سرزمین وکسین به‌عنوان جهیزیهٔ عروس کوچک قرار داده شود. سپس آلیسِ هشت ساله به انگلستان فرستاده شد.
شایعات گسترده‌ای وجود داشت مبنی بر اینکه نه تنها آلیس معشوقهٔ هنری بوده، بلکه از او فرزندی نیز به دنیا آورده بود.
هنری در سال ۱۱۸۹ درگذشت. ریچارد یکم (ریچارد شیردل) انگلستان در ۱۲ می ۱۱۹۱ با برنگاریای ناوار ازدواج کرد، در حالی که هنوز به‌طور رسمی با آلیس نامزد بود.
فیلیپ، پسر و جانشین لوئی، آلیس را به پرنس جان پیشنهاد داد، اما الینور آکیتن مانع این پیوند شد.
آلیس در تاریخ ۲۰ اوت ۱۱۹۵ با ویلیام چهارم، کنت پنسیو ازدواج کرد. آنها صاحب دو دختر به نام‌های ماری و ایزابل و یک پسر به نام ژان شدند.
در فیلم «شیر در زمستان» (۱۹۶۸) ساختهٔ آنتونی هاروی برمبنای نمایشنامه‌ای از جیمز گولدمن، جین مروو نقش آلیس را ایفا کرده‌است.